# Ласъёган
Ласъёган (устар. Ласх-Ёган) — река в России, протекает в Ханты-Мансийском автономном округе, левый приток Агана. Устье реки находится на 33 км Агана. Длина реки — 47 км.
Высота истока — 53,4 м над уровнем моря.

## Данные водного реестра
По данным государственного водного реестра России относится к Верхнеобскому бассейновому округу, водохозяйственный участок реки — Обь от впадения реки Вах до города Нефтеюганск, речной подбассейн реки — Обь ниже Ваха до впадения Иртыша. Речной бассейн реки — (Верхняя) Обь до впадения Иртыша.